# Pfarrkirche Wampersdorf

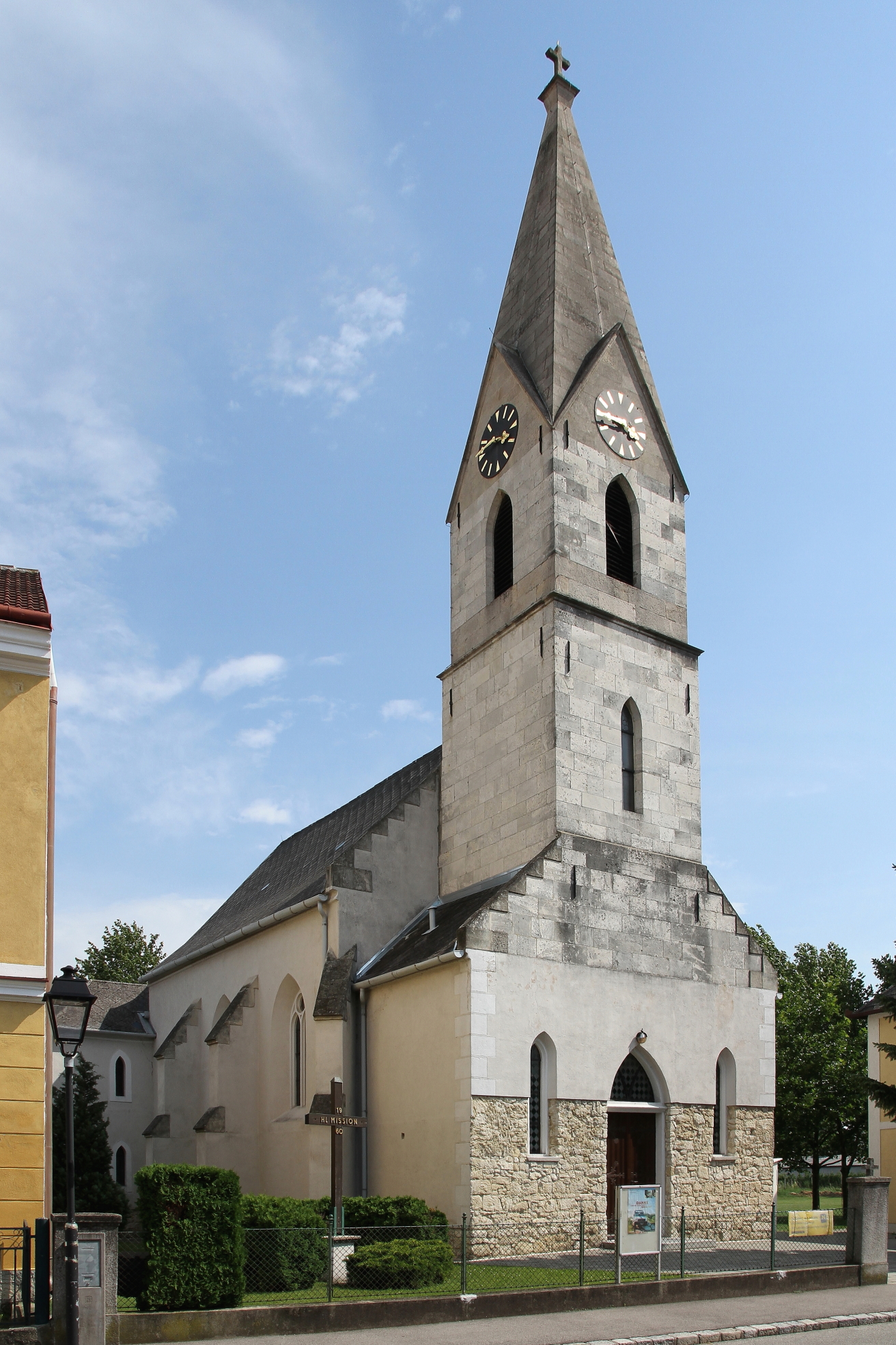
Katholische Pfarrkirche hl. Nikolaus in Wampersdorf

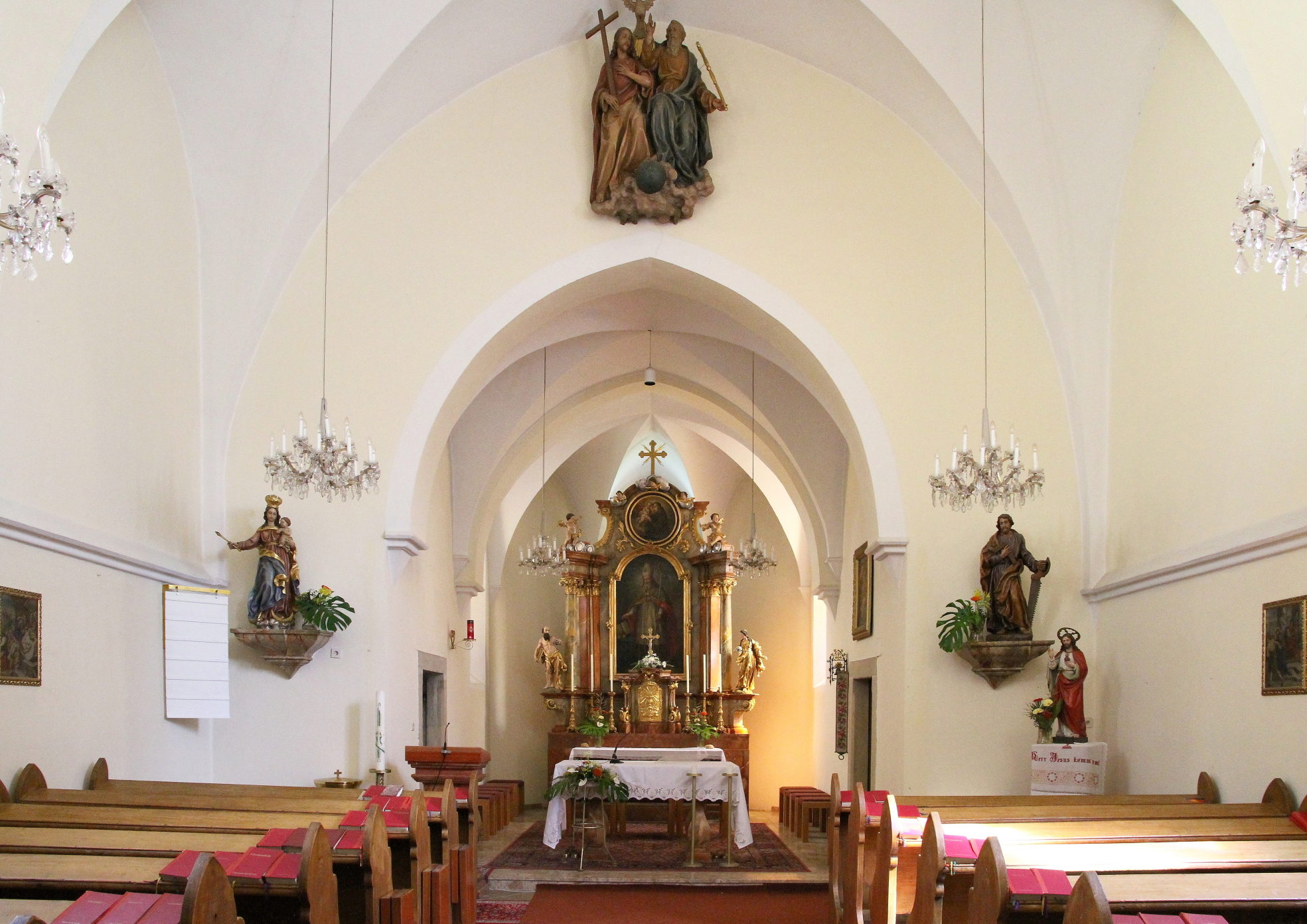
Langhaus, Blick zum Chor

Die römisch-katholische Pfarrkirche Wampersdorf steht leicht zurückgesetzt an der Oberen Hauptstraße der Ortschaft Wampersdorf in der Marktgemeinde Pottendorf im Bezirk Baden in Niederösterreich. Die dem Patrozinium des Heiligen Nikolaus von Myra unterstellte Pfarrkirche gehört zum Dekanat Weigelsdorf in der Erzdiözese Wien. Die Kirche steht unter Denkmalschutz (Listeneintrag).

## Geschichte
Urkundlich wurde 1645 eine Kapelle genannt, welche 1689/1691 barock erweitert wurde. Im Jahr 1877 erfolgte ein Umbau mit einer Erhöhung des Gebäudes mit einer Einwölbung mit neugotischen Spitzbogenfenstern und der Errichtung einer Vorhalle. Im Jahr 1900 wurde der Turm über der Vorhalle errichtet. 1995 war eine Restaurierung.
Im Jahr 1783 wurde die Pfarre gegründet.

## Architektur
Der neogotische Saalbau von 1877 steht über einem barocken Vorgängerbau.
Das Langhaus unter einem Satteldach hat abgetreppte Strebepfeiler und zweibahnige Spitzbogenfenster. Der niedrigere eingezogene Chor mit einem Fünfachtelschluss hat Strebepfeiler und Spitzbogenfenster und ist seitlich durch Anbauten unter Halbwalmdächern teils verstellt. Über der niedrigen Vorhalle mit einem Rechteckportal mit einem spitzbogigen Tympanon befindet sich ein gedrungener zweizoniger Fassadenturm von 1900 mit Sichtquadermauerwerk mit spitzbogigen Fenstern, er trägt über einem Giebelkranz einen Spitzhelm.
Das Kircheninnere zeigt ein Langhaus mit einem dreijochigen Kreuzgratgewölbe zwischen spitzbogigen Gurtbögen. Die einjochige Orgelempore hat eine gerade Brüstung. Der spitzbogige Triumphbogen steht auf spitzen Konsolen. Der stark eingezogene einjochige Chor mit einem polygonalen Schluss hat ein Kreuzgratgewölbe auf spitzen Konsolen. Der Turmerdgeschoß ist spitztonnengewölbt.

## Ausstattung
Die Glasmalerei zeigt im Chor Herz Jesu und Herz Mariä 1948 und im Langhaus die Heiligen Katharina und Karl Borromäus sowie die Heiligen Cäcilia und Judas Thaddäus um 1940/1950 von der Glasmalerei Rudolf Leutgeb.

## Einrichtung
Der spätbarocke Hochaltar aus dem zweiten Drittel des 18. Jahrhunderts ist ein Säulenretabel mit einem kartuschenförmigen Auszug, er zeigt das Altarblatt hl. Nikolaus und trägt seitlich die Konsolstatuen der Heiligen Stephanus und Maria Magdalena, das Auszugsbild zeigt den hl. Antonius von Padua. Die Mensa ist sarkophagartig.
Die Statuen Mondsichelmadonna und hl. Josef schuf Franz Bernardi 1978.
Die Orgel aus 1937 von Wilhelm Zika wurde 2005 durch eine Orgel mit 11 Registern von Achim Reichmann ersetzt. Die vier Glocken wurden 1947 gegossen.